# Gendarmerie départementale
La Gendarmerie départementale (in italiano: Gendarmeria dipartimentale) è il ramo di polizia territoriale della Gendarmerie nationale francese. La Gendarmerie départementale ha contatti regolari con la popolazione e svolge funzioni di polizia locale su tutto il territorio francese.
La Gendarmerie départementale è talvolta chiamata "La Blanche" per il colore dell'unità bianco/argento e per le insegne di grado che indossano in contrasto con le insegne dorate della Gendarmerie mobile. In Francia le insegne bianche o d'argento indicano tradizionalmente un'arma montata e le insegne bianche si sono evolute dalle origini della gendarmeria come una forza prevalentemente montata. Le sue divisioni territoriali si basano sulle divisioni amministrative della Francia, in particolare i dipartimenti da cui prende il nome la Gendarmerie départementale.

## Organizzazione superiore
È divisa in regioni (guidate da un generale, uno per ogni zona di difesa). Queste regioni sono divise in "Legioni" (guidate da un colonnello), una per ciascuna delle 12 regioni amministrative metropolitane della Francia. Le Legioni sono divise in raggruppamenti (uno per ciascuno dei 100 dipartimenti, da cui prende il nome). I raggruppamenti sono suddivisi in compagnie (una per ciascuno dei 342 arrondissement).

## Organizzazione
L'organizzazione di base è la "brigata" delle dimensioni di una squadra di gendarmeria, che comprende da 6 a 40 persone, e si trova generalmente a livello cantonale. Le brigate possono essere organizzate in gruppi di brigate con unità di capoluogo e brigate di prossimità oppure in brigate autonome.
Ogni brigata è responsabile del monitoraggio di uno o più comuni giorno e notte nonché dell'accoglienza con il pubblico. I gendarmi ricevono le denunce, svolgono le indagini amministrative e giudiziarie in generale rispondono alle chiamate di emergenza.
Le brigate di un distretto formano una compagnia. Le compagnie di un dipartimento formano un raggruppamento ei raggruppamenti di un'area amministrativa formano un'area sin dalla riorganizzazione territoriale del 1º luglio 2005. In precedenza le aree prendevano il nome di “legioni”. Oggi si contano 22 aree della gendarmerie départementale.
Pertanto, ogni livello gerarchico della gendarmerie départementale corrisponde a un livello dell'amministrazione del territorio.
Ci sono circa 3.600 brigate.

## Unità speciali
Oltre alle brigate, la gendarmeria dipartimentale contiene unità specializzate in determinate missioni:
- Il Peloton de surveillance et d'intervention de la Gendarmerie (PSIG), riuniti all'interno delle Compagnie della Gendarmeria départementale provvedono alle pattuglie che intervengono e rinforzano le brigate. Queste unità aumentano il numero di pattuglie nelle strade o svolgono azioni quali (interpellanze, ricerca di criminali ...). In generale un PSIG è suddiviso per distretto.
- Le Unità motorizzate, gendarmi motociclisti incaricati del monitoraggio della rete stradale, denominati Escadron départemental de sécurité routière (EDSR); Nell'EDSR fanno parte anche le Brigades routières motorisées, i Groupes et brigades d'intervention rapide.
- Le Brigades e sections de recherche (Br a livello di distretti, BDRIJ a livello di dipartimenti e SR a livello di Corte d'appello), sono composte solo da alti ufficiali di polizia giudiziaria. Sono responsabili esclusivamente delle missioni del Département des enquêtes criminelles. Assistono le brigate, assicurano le operazioni di polizia tecnica e tengono conto della direzione delle indagini importanti; sono incaricati delle indagini che riguardano la media e la grande delinquenza.
- I Réservistes de la gendarmerie départementale partecipano al quotidiano con il rafforzamento delle unità della Gendarmerie départementale. Sono organizzati nel PRGD (Groupe de réserve de la gendarmerie départementale).

Questa organizzazione è in corso di modifica con la rifusione del PRGD nel PRSIG (Groupe de réserve de surveillance et d'intervention de la gendarmerie) per meglio adeguarsi alle esigenze e al rafforzamento delle unità comuni. Il PRSIG è sempre più frequentemente associato ad una compagnia e limitato a 1 per raggruppamento.